# MKS 2000 Tuszyn
MKS 2000 Tuszyn – kobieca sekcja piłki nożnej polskiego klubu sportowego MKS 2000 Tuszyn, mający siedzibę w mieście Tuszyn, występujący w sezonie 2008/09 w rozgrywkach I ligi kobiet. 

## Historia
Chronologia nazw:
- 2000: MKS 2000 Tuszyn
- 2009: sekcja rozwiązana

Kobieca drużyna piłkarska MKS 2000 Tuszyn została założona w Tuszynie 3 listopada 2000 roku jako sekcja klubu sportowego MKS 2000 Tuszyn po rozwiązaniu klubu Jagiellonia Tuszyn. Drużyna początkowo szkoliła młodzież, a w sezonie  2005/06 startowała w rozgrywkach II ligi kobiet (D3). W swoim inauguracyjnym sezonie zespół zajął 6.miejsce w grupie łódzkiej. W sezonie 2007/08 po zwycięstwie w grupie łódzkiej potem wygrał baraże 3:0, 2:2 z klubem Ziemia Lubińska Czerniec i zdobył awans do I ligi kobiet. Jednak występy na zapleczu Ekstraligi kobiet nie zakończyły się sukcesem, klub po zajęciu ostatniej 8.pozycji w grupie zachodniej został zdegradowany. Przed sezonem 2008/09 sekcja piłki nożnej kobiet została rozwiązana.

## Barwy klubowe, strój, herb, hymn
|  |  |

Klub ma barwy biało-zielone. Piłkarki domowe spotkania zazwyczaj grają w zielonych koszulkach, czarnych spodenkach oraz getrach.

## Sukcesy

### Trofea międzynarodowe
Nie uczestniczył w rozgrywkach europejskich (stan na 31-05-2024).

### Trofea krajowe
| \| \| Zdobyte trofea w rozgrywkach Polski (stan na: 31-05-2024) \| |                                                           |      |                        |
| Rozgrywki                                                          | Osiągnięcie                                               | Razy | Sezon(y)               |
| Mistrzostwo                                                        | I miejsce                                                 | 0    |                        |
| Mistrzostwo                                                        | II miejsce                                                | 0    |                        |
| Mistrzostwo                                                        | III miejsce                                               | 0    |                        |
| Puchar                                                             | zdobywca                                                  | 0    |                        |
| Puchar                                                             | finalista                                                 | 0    |                        |
| II liga                                                            | I miejsce                                                 | 0    |                        |
| II liga                                                            | II miejsce                                                | 0    |                        |
| II liga                                                            | III miejsce                                               | 0    |                        |
| II liga                                                            | 8.miejsce                                                 | 1    | 2008/09 (gr.zachodnia) |
| Polska                                                             | Zdobyte trofea w rozgrywkach Polski (stan na: 31-05-2024) |      |                        |

- II liga kobiet
  - mistrz (1): 2007/08 (gr.łódzka)
  - wicemistrz (1): 2006/07 (gr.mazowiecka)

## Poszczególne sezony

### Rozgrywki międzynarodowe

#### Europejskie puchary
Klub nie uczestniczył w rozgrywkach europejskich.

### Rozgrywki krajowe
| \| Polska \| Bilans występów klubu w rozgrywkach piłkarskich Polski (Stan na 31 maja 2024 r.) \| \| |                                                                                  |        |       |   |   |   |    |    |     |           |        |        |      |
| Poziom                                                                                              | Rozgrywki                                                                        | Sezony | Mecze | Z | R | P | B+ | B– | Pkt | Lata      | Awanse | Spadki | Naj. |
| I                                                                                                   | I liga / Ekstraklasa                                                             | 10     |       |   |   |   |    |    |     |           | 0      | 0      | 0    |
| II                                                                                                  | II liga / I liga                                                                 | 1      |       |   |   |   |    |    |     | 2008/09   | 0      | 1      | 8    |
| III                                                                                                 | III liga / II liga                                                               | 3      |       |   |   |   |    |    |     | 2005–2008 | 1      | 0      | 1    |
| | Puchar Polski                                                                    | 0      |       |   |   |   |    |    |     |           | 0      | 0      |      |
| Polska                                                                                              | Bilans występów klubu w rozgrywkach piłkarskich Polski (Stan na 31 maja 2024 r.) |        |       |   |   |   |    |    |     |           |        |        |      |

## Struktura klubu

### Stadion
Drużyna rozgrywa swoje mecze domowe w Tuszynie na stadionie miejskim, który może pomieścić 1.000 widzów, w tym  800 siedzących. Jest zainstalowane oświetlenie, boisko ma wymiary 115 m x 65 m.

## Kibice i rywalizacja z innymi klubami

### Derby
- Kolejarz Łódź